# آراء نسوية حول الجنسانية
تختلف آراء النسوية بشأن الجنسانية اختلافًا كبيرًا. تنتقد العديد من النسويات -وخاصةً النسوية الراديكالية- بشدة ما تراه تشييئًا واستغلالًا جنسيًا للمرأة في وسائل الإعلام والمجتمع. غالبًا ما تعارض النسويات الراديكاليات صناعة الجنس، بما في ذلك الدعارة والمواد الإباحية. هناك نسويات أُخر يعرّفن أنفسهن بأنهن نسويات مؤيدات للجنس، ويعتقدن أن مجموعة كبيرة من التعبيرات عن الحياة الجنسية للإناث يمكن أن تُمكّن المرأة إذا اختارتها بإرادة حرة. عم بعض النسويات الجهود الرامية إلى إصلاح صناعة الجنس لتصبح أقل تمييزًا على أساس الجنس، مثل حركة المواد الإباحية النسوية.حمدو حسين حمدو 

## حروب الجنس النسوية
كانت حروب النسوية الجنسية وحروب المثليات الجنسية، أو ببساطة الحروب الجنسية أو حروب الإباحية، محل جدالات حادة بين النسويات في أواخر سبعينيات وأوائل ثمانينيات القرن العشرين. ضم الجانبان مجموعات مناهضة للإباحية ومناهضة للجنس، بينما كان الخلاف حول: الجنسانية، والإنابة الجنسية، والمواد الإباحية، والسادية المازوخية، ودور النساء المتحولات جنسيًا في مجتمع المثليات، وعدد من القضايا الجنسية الأخرى. كان هذا الجدال حافزًا لإثارة النسوية المناهضة للإباحية ضد النسوية المؤيدة للجنس، وكانت الحركة النسوية منقسمة بشدة نتيجة لذلك. يُنظر أحيانًا إلى حروب الجنس النسوية على أنها جزء من الخلاف الذي أدى إلى نهاية عصر الموجة النسوية الثانية وبداية الموجة النسوية الثالثة.
توجد في الجانبين نسويات مناهضة للمواد الإباحية ونسويات مؤيدة للجنس. وقعت واحدة من أكثر المصادمات ضراوةً بين المؤيدين للجنس ومناهضات المواد الإباحية في مؤتمر بارنارد للجنسانية 1982. استُبعدت النسويات المناهضات للمواد الإباحية من لجنة تخطيط المناسبات، ما جعلهن ينظمن تجمعات خارج المؤتمر لإظهار عدم اكتراثهن.

### النقد النسوي للاستغلال الجنسي وصناعة الجنس
تشجب العديد من النسويات صناعات مثل صناعة الجنس، لأنها بمثابة استغلال لعداوة المرأة. من بين النسويات المهمات في مجال مكافحة صناعة الجنس: أندريا دوركين وكاثرين ماكينون. أرادت الشريكتان سن قوانين مدنية تحظر المواد الإباحية. ورأتا أن الهيمنة الجنسية للذكور هي أصل كل أشكال اضطهاد الإناث، لذلك شجبتا المواد الإباحية والدعارة وغيرها من مظاهر القوة الجنسية الذكورية.
اكتسبت الحركة المناهضة للإباحية مكانة من خلال إنشاء مجموعة «نساء ضد العنف في المواد الإباحية والإعلام». خلال فترة حروب الجنس، نُظمت مسيرات ضد فناني وموزعي المواد الإباحية في سان فرانسيسكو، نتج عنها إنشاء «نساء ضد الإباحية» ومنظمة «نسويات مكافحات للمواد الإباحية» إلى جانب منظمات وجهود مماثلة في جميع أنحاء الولايات المتحدة.

### النسويات المؤيدات للجنس
كان رد فعل «النسويات المؤيدات للجنس» هو الرد بأن ممارسة الجنس وسيلة من وسائل المتعة عند النساء. كان غايل روبين وباتريك كاليفيا مؤثرين في هذا الجزء من الحركة. من بين النسويات الأخريات اللواتي يعتبرن «مؤيدات للجنس»: إيلين ويليس، وكاثي آكر، وسوزي برايت، وكارول كوين، وآني سبرينكل، وأفيدون كارول، وتريستان تاورمينو، وراشيل كرامر بوسيل، ونينا هارتلي، وبيتي دودسون. أصبحت الحركة النسوية المؤيدة للجنس أكثر شعبية في الوقت الحالي.

### النسوية والمواد الإباحية
تتراوح آراء النسوية في المواد الإباحية من رفض المواد الإباحية باعتبارها شكلًا من أشكال العنف ضد المرأة، إلى تبني بعض أشكال المواد الإباحية كوسيلة للتعبير عن الجنسانية الأنثوية. يعكس النقاش النسوي حول هذه القضية المخاوف الأكبر التي تحيط بوجهات النظر النسوية حول الجنسانية، ويرتبط ارتباطًا وثيقًا بالمناقشات النسوية حول الدعارة، والـ بي دي إس إم، وغيرها من القضايا. كانت المواد الإباحية واحدة من أكثر القضايا إثارة للخلاف في الحركة النسوية، خاصةً بين النسويات في البلدان الناطقة بالإنجليزية.

### النسوية المناهضة للمواد الإباحية
يجادل النسويون الراديكاليون المعارضون للمواد الإباحية -مثل: أندريا دوركين، وكاثرين ماكينون، وروبن مورغان، وآليس شفارتسر، وغيل داينز- بأن المواد الإباحية ضارة للنساء، وتشكل سببًا قويًا أو تيسيرًا للعنف ضد المرأة. تدعي النسويات المناهضات للمواد الإباحية -لا سيما ماكينون- أن إنتاج المواد الإباحية يقتضي تعسفًا جسديًا ونفسيًا و/ أو اقتصاديًا على النساء اللائي يقمن بالأداء ويعرضن أنفسهن فيه. ويقال إن هذا يسري حتى لو ظهرت النساء وهن يستمتعتن بما يفعلن. يقال أيضًا إن الكثير مما يظهر في المواد الإباحية تعسفي بذات طبيعته. ترى غيل داينز أن المواد الإباحية -مثل نمط الغونزو من هذه المواد- تزداد عنفًا، وأن النساء اللائي يؤدين فيها يُعاملن بوحشية.
ترى النسويات المناهضات للمواد الإباحية أن المواد الإباحية تسهم في التمييز على أساس الجنس، بحجة أنه في العروض الإباحية تُعامل الممثلات على أنها مجرد أوعية -أدوات- للاستخدام والاعتداء الجنسيين من قبل الرجال. وتزعمن أن هذا السرد يتشكل عادةً حول متعة الرجال باعتباره الهدف الوحيد للنشاط الجنسي، وأن دور المرأة يتلخص في الخضوع لهم. يعتقد بعض المعارضين أن الأفلام الإباحية تميل إلى إظهار المرأة في دور سلبي للغاية، أو أن الأفعال التي تُمارس مع النساء عادةً ما تكون مسيئة ولا تهدف إلا لإمتاع شركائهن الجنسيين. يزداد انتشار القذف والاغتصاب الشرجي بين الرجال، على غرار ما يحدث في الأفلام الإباحية. عرّفت ماكينون ودوركين المواد الإباحية بأنها «إخضاع جنسي صريح للنساء من خلال الصور أو الكلمات».

### النسويات المناهضة للرقابة والمؤيدة للإباحية
تعتبر المواد الإباحية وسيلة للتعبير الجنسي عن المرأة في هذا الرأي. ترى النسويات المؤيدات للجنس أن العديد من الآراء النسوية الراديكالية في الجنسانية -بما في ذلك وجهات النظر حول المواد الإباحية- قمعية كتلك التي تتبناها الأديان والأيديولوجيات الأبوية، وتجادلن بأن الخطاب النسوي المناهض للإباحية يتجاهل ويقلل من قدرة المرأة الجنسية. تقول إلين ويليس -التي صاغت مصطلح «النسوية المؤيدة للجنس»- :«كما رأينا، فإن الادعاء بأن «المواد الإباحية هي عنف ضد المرأة» كان بمثابة رمز لفكرة الفيكتوريين الجدد، بأن الرجال يرغبون بالجنس وأن النساء تتكبدنه».
تتبنى النسويات المؤيدات للجنس مجموعة متنوعة من الآراء تجاه المواد الإباحية الموجودة. يرى العديد من النسويات المؤيدات للجنس أن المواد الإباحية تعمل على تخريب العديد من الأفكار التقليدية عن النساء التي يعارضنها، مثل: الأفكار التي تزعم بأن النساء لا يحببن الجنس عمومًا، أو لا يستمتعن بالجنس إلا في سياق علاقاتي، أو أن النساء يستمتعن فقط بجنس الفانيليا. يروون أيضًا أن المواد الإباحية تُظهر أحيانًا النساء في أدوار جنسية مهيمنة، وتعرض على النساء تباينًا في أنواع أجسام أكبر مما هو معهود في أنماط التسلية والموضة السائدة.
تعارض العديد من النسويات الرقابة، بغض النظر عن وجهات نظرهن في المواد الإباحية من حيث المبدأ. حتى العديد من النسويات اللائي ينظرن إلى المواد الإباحية على أنها مسلك للتمييز على أساس الجنس، يعتبرن أيضًا الرقابة -بما في ذلك نهج ماكينون في القانون المدني- أمرًا ضارًا. في بيان رسالتهن، تجادل «نسويات من أجل حرية التعبير» بأن الرقابة لم تؤدِ أبدًا إلى التقليل من العنف، لكنها استُخدمت على مر التاريخ لإسكات المرأة وكبح الجهود الرامية إلى التغيير الاجتماعي. يشيرون إلى كتابات مارغريت سانغر عن تحديد النسل، ومسرحيات هولي هيوز النسوية، وأعمال مثل «أجسادنا، أنفسنا» و«بئر العزلة» باعتبارها أمثلة على الخطاب الجنسي النسوي الذي كان هدفًا للرقابة. ترى «نسويات من أجل حرية التعبير» كذلك أن محاولة حل المشكلات الاجتماعية من خلال الرقابة «تحوّل الانتباه عن الأسباب الجوهرية للعلل الاجتماعية، وتضع حلًا سريعًا مظهريًا خطيرًا».